# Уклон (горное дело)
Уклон — наклонная подземная горная выработка, не имеющая непосредственного выхода на земную поверхность, находящаяся за падением пласта или пород, и расположенная в основном ниже откатного горизонта.
Уклон служит для подъёма полезных ископаемых с нижележащего горизонта на вышележащий и оборудуется конвейерным транспортёром или рельсовым транспортом в зависимости от угла наклона.
Различают капитальный уклон и панельный.